# 유가 (광양왕)
광양왕 유가(廣陽王 劉嘉, ? ~ ?) 혹은 부미후 왕가(扶美侯 王嘉)는 중국 전한의 황족이자 제후왕으로, 마지막 광양왕이다. 광양사왕 유황의 아들이다.
아버지가 광양사왕 20년(기원전 4년)에 죽자 광양왕을 계승했다. 광양왕 가 12년(9년) 곧 왕망이 신나라를 세우고 개원한 해에 일괄적으로 전한의 제후왕들을 공으로 폄작하면서 폄작됐고, 이듬해에는 작위를 잃었다. 이에 부명을 바쳐 부미후에 봉해졌고 왕씨 사성도 받았다.